# ایزوپرن
ایزوپرن یا 2-متیل-3،1-بوتادین، یک ترکیب آلی فرار رایج با فرمول CH2=C(CH3)-CH=CH2 است. در شکل خالص آن یک مایع فرار بی رنگ است. توسط بسیاری از گیاهان و حیوانات (از جمله انسان) تولید می شود و پلیمرهای آن جزء اصلی لاستیک طبیعی هستند. سی جی ویلیامز این ترکیب را در سال 1860 پس از بدست آوردن آن از تجزیه در اثر حرارت لاستیک طبیعی نامگذاری کرد. او فرمول تجربی C5H8 را برای آن استنباط کرد.

## پدیده های طبیعی
ایزوپرن توسط بسیاری از گونه‌های درختان تولید و منتشر می‌شود (تولیدکنندگان اصلی بلوط، صنوبر، اکالیپتوس و برخی حبوبات هستند). تولید سالانه ایزوپرن توسط پوشش گیاهی حدود 600 میلیون تن متریک است که نیمی از آن از درختان پهن برگ گرمسیری و بقیه عمدتاً از درختچه ها است. این تقریباً معادل تولید گاز متان است و حدود یک سوم کل هیدروکربن های آزاد شده در جو را تشکیل می دهد. در جنگل های برگریز، ایزوپرن تقریباً 80 درصد از انتشار هیدروکربنی را تشکیل می دهد. با اینکه جلبک های میکروسکوپی و ماکروسکوپی نیز ایزوپرن تولید می کنند، سهم  آنها در مقابل درختان کمتر است.

###### گیاهان
ایزوپرن از طریق مسیر متیل اریتریتول 4-فسفات (مسیر MEP که مسیر غیر موالونات نیز نامیده می شود) در کلروپلاست گیاهان ساخته می شود. یکی از دو محصول نهایی مسیر MEP، دی متیل آلیل پیروفسفات (DMAPP)، توسط آنزیم ایزوپرن سنتاز برای تشکیل ایزوپرن و دی فسفات شکسته می شود. بنابراین، مهارکننده هایی که مسیر MEP را مسدود می کنند، مانند فوسمیدومایسین، از تشکیل ایزوپرن جلوگیری می‌کنند. انتشار ایزوپرن با افزایش دما به طور چشمگیری افزایش می یابد و در حدود 40 درجه سانتی گراد به حداکثر می رسد. این منجر به این فرضیه شده است که ایزوپرن ممکن است از گیاهان در برابر تنش گرمایی محافظت کند. انتشار ایزوپرن نیز در برخی از باکتری ها مشاهده می شود و تصور می شود که این ناشی از تجزیه غیر آنزیمی از DMAPP باشد. انتشار جهانی ایزوپرن توسط گیاهان حدود 350 میلیون تن در سال برآورد شده است.

#### کنترل ایزوپرن
انتشار ایزوپرن در گیاهان هم با در دسترس بودن زیرکشت (DMAPP) و هم با فعالیت آنزیم (ایزوپرن سنتاز) کنترل می شود. به طور خاص، وابستگی نور، CO2 و O2 انتشار ایزوپرن با در دسترس بودن زیرکشت کنترل می شود، در حالی که وابستگی دما به انتشار ایزوپرن هم توسط سطح زیرکشت و فعالیت آنزیم کنترل می‌شود.

#### دیگر ارگانیسم ها
ایزوپرن فراوان ترین هیدروکربن قابل اندازه گیری در تنفس انسان است. نرخ تخمینی تولید ایزوپرن در بدن انسان 0.15 میکرومول بر کیلوگرم در ساعت است که معادل تقریباً 17 میلی گرم در روز برای فردی با وزن 70 کیلوگرم است. ایزوپرن در غلظت های کم در بسیاری از غذاها رایج است. بسیاری از گونه‌های باکتری‌های خاک و دریایی مانند Actinomycetota قادر به تجزیه ایزوپرن و استفاده از آن به عنوان منبع سوخت هستند.

ساختار شیمیایی سیس پلی ایزوپرن، ماده اصلی تشکیل دهنده لاستیک طبیعی

## نقش های زیستی
به نظر می رسد انتشار ایزوپرن مکانیزمی باشد که درختان برای مبارزه با تنش های غیرزیستی از آن استفاده می کنند. به طور خاص، ایزوپرن در برابر تنش گرمایی متوسط (حدود 40 درجه سانتیگراد) محافظت می کند. همچنین ممکن است از گیاهان در برابر نوسانات زیاد دمای برگ محافظت کند. ایزوپرن به تثبیت غشاهای سلولی در پاسخ به استرس گرمایی کمک می کند. ایزوپرن همچنین مقاومت در برابر گونه‌های اکسیژن فعال را ایجاد می‌کند. مقدار ایزوپرن آزاد شده از پوشش گیاهی ایزوپرن به جرم برگ، سطح برگ، نور (به ویژه چگالی شار فوتون فتوسنتزی یا PPFD) و دمای برگ بستگی دارد. بنابراین، در طول شب، ایزوپرن کمی از برگ درختان منتشر می‌شود، در حالی که انتظار می‌رود انتشار در روز در روزهای گرم و آفتابی قابل توجه باشد، تا 25 میکروگرم بر (گرم وزن برگ خشک) بر ساعت در بسیاری از گونه‌های بلوط.

#### ایزوپرنوئیدها
پایه ایزوپرن را می توان در ترکیبات طبیعی به نام ترپن ها (همچنین به عنوان ایزوپرنوئیدها) یافت، اما این ترکیبات از خود ایزوپرن به وجود نمی آیند. در عوض، پیش ساز واحدهای ایزوپرن در سیستم های بیولوژیکی دی متیل آلیل پیروفسفات (DMAPP) و ایزومر آن ایزوپنتنیل پیروفسفات (IPP) است. جمع "ایزوپرن" گاهی اوقات برای اشاره به ترپن ها به طور کلی استفاده می شود.
نمونه‌هایی از ایزوپرنوئیدها عبارتند از: کاروتن، فیتول، رتینول (ویتامین A)، توکوفرول (ویتامین E)، دولی‌کول‌ها و اسکوالن. Heme A دارای دم ایزوپرنوئید است و لانوسترول، پیش ساز استرول در حیوانات، از اسکوالن و در نتیجه از ایزوپرن مشتق می شود. واحدهای ایزوپرن عملکردی در سیستم های بیولوژیکی دی متیل آلیل پیروفسفات (DMAPP) و ایزومر آن ایزوپنتنیل پیروفسفات (IPP) هستند که در بیوسنتز ایزوپرنوئیدهای طبیعی مانند کاروتنوئیدها، کینون ها، مشتقات لانوسترول (مثلاً زنجیره های پری استروئید) استفاده می شوند. ترکیبات (به عنوان مثال زنجیره فیتول کلروفیل). ایزوپرن ها در تک لایه غشای سلولی بسیاری از Archaea استفاده می شوند و فضای بین گروه های سر دی گلیسرول تترا اتر را پر می کنند. تصور می شود که این مقاومت ساختاری را به محیط های خشن که در آن آرکیاهای زیادی یافت می شود، اضافه می کند.
به طور مشابه، لاستیک طبیعی از زنجیره های پلی ایزوپرن خطی با وزن مولکولی بسیار بالا و سایر مولکول های طبیعی تشکیل شده است.

نسخه ساده شده مسیر سنتز استروئید با واسطه های ایزوپنتنیل پیروفسفات (IPP)، دی متیل آلیل پیروفسفات (DMAPP)، ژرانیل پیروفسفات (GPP) و اسکوالن نشان داده شده است. برخی از واسطه ها حذف شده اند.

## تاثیر بر ذرات معلق در هوا
پس از آزاد شدن، ایزوپرن به گونه‌های مختلفی مانند آلدئیدها، هیدروپراکسیدها، نیترات‌های آلی و اپوکسیدها توسط رادیکال‌های آزاد کوتاه‌مدت (مانند رادیکال هیدروکسیل) و به میزان کمتری توسط ازن تبدیل می‌شود. این گونه های جدید می توانند در قطرات آب حل شوند و به ذرات معلق و تشکیل مه کمک کنند. ذرات معلق آلی ثانویه که از این مسیر تشکیل می‌شوند، موضوع کنونی تحقیق هستند و ممکن است تأثیرات جوی داشته باشند.
در حالی که اکثر کارشناسان اذعان دارند که انتشار ایزوپرن بر تشکیل ذرات معلق در هوا تأثیر می گذارد، اینکه آیا ایزوپرن تشکیل ذرات معلق را افزایش می دهد یا کاهش می دهد مورد بحث است. دومین اثر عمده ایزوپرن بر اتمسفر این است که در حضور اکسیدهای نیتریک (NOx) به تشکیل ازن تروپوسفر (پایین اتمسفر) کمک می کند که یکی از آلاینده های هوا در بسیاری از کشورها است. خود ایزوپرن معمولاً به عنوان یک آلاینده در نظر گرفته نمی شود، زیرا یک محصول گیاهی طبیعی است. تشکیل ازن تروپوسفر تنها در حضور سطوح بالای NOx امکان پذیر است که تقریباً منحصراً از فعالیت های صنعتی ناشی می شود. ایزوپرن می تواند اثر معکوس داشته باشد و تشکیل ازن را تحت سطوح کم NOx خاموش کند.

## تولید صنعتی
ایزوپرن به عنوان یک فرآورده ثانویه از شکست حرارتی نفت نفتا یا روغن در صنعت، به عنوان یک محصول جانبی در تولید اتیلن، به راحتی در دسترس است و سالانه حدود 800000 تن متریک از آن تولید می شود. حدود 95 درصد از تولید ایزوپرن برای تولید سیس-1،4-پلی ایزوپرن که یک نسخه مصنوعی از لاستیک طبیعی است، استفاده می شود.
لاستیک طبیعی عمدتاً از پلی سیس ایزوپرن با جرم مولکولی 100000 تا 1000000 گرم در مول تشکیل شده است. به طور معمول لاستیک طبیعی حاوی چند درصد از مواد دیگر مانند پروتئین ها، اسیدهای چرب، رزین ها و مواد معدنی است. برخی از منابع طبیعی لاستیکی، به نام گوتا پرکا، از ترانس-1،4-پلی‌سوپرن، یک ایزومر ساختاری که دارای خواص مشابه، اما نه یکسان است، تشکیل شده‌اند.